# Кисельов Анатолій Васильович
Анатолій Васильович Кисельов (нар. 25 жовтня 1944, село Дмитрівка, тепер Шахтарського району Донецької області) — український діяч, голова колгоспу імені XXI з'їзду КПРС села Степанівка Шахтарського району, представник Президента України у Шахтарському районі Донецької області. Народний депутат України 1-го скликання (у 1990—1992 роках).

## Біографія
Народився у родині робітників.
У вересні 1961—1962 роках — учень штукатура будівельної бригади радгоспу імені Челюскінців Шахтарського району Донецької області. У січні 1962—1963 роках — штукатур радгоспу «Сніжнянський» Шахтарського району Донецької області.
У вересні 1963—1968 роках — студент Донського сільськогосподарського інституту (місто Новочеркаськ Ростовської області), вчений-агроном.
У лютому 1968—1969 роках — агроном колгоспу імені XXI з'їзду КПРС села Степанівка Шахтарського району Донецької області.
У лютому 1969—1970 роках — головний агроном колгоспу «Донецький» Шахтарського району Донецької області. У лютому 1970—1979 роках — голова колгоспу «Донецький» Шахтарського району Донецької області.
Член КПРС з 1970 до 1991 року.
У квітні 1979—1982 роках — головний агроном колгоспу імені XXI з'їзду КПРС села Степанівка Шахтарського району Донецької області.
У січні 1982—1990 роках — голова колгоспу імені XXI з'їзду КПРС села Степанівка Шахтарського району Донецької області.
18.03.1990 року обраний народним депутатом України, 2-й тур, 50,06 % голосів, 8 претендентів. Член Комісії ВР України з питань агропромислового комплексу. Склав повноваження 18.06.1992 року у зв'язку з призначенням Представником Президента України.
У грудні 1990—1992 роках — голова Шахтарської районної ради народних депутатів Донецької області.
У травні 1992—1994 роках — представник Президента України у Шахтарському районі Донецької області.
У липні 1994—1996 роках — голова Шахтарської районної ради народних депутатів Донецької області.
17 жовтня 1996 — 23 жовтня 2001 року — голова Шахтарської районної державної адміністрації Донецької області.
Потім — на пенсії.

## Нагороди та звання
- орден Трудового Червоного Прапора
- орден «Знак Пошани»
- медалі